# Niša Saveljić
Niša Saveljić (Podgorica, Yugoslavia, 27 de marzo de 1970) es un exfutbolista montenegrino, se desempeñaba como defensa y jugó para la antigua selección de fútbol de Yugoslavia. Es primo de Esteban Saveljich que también es futbolista.

## Clubes
| Club                   | País                | Año       | Partidos | Goles |
| FK Budućnost Podgorica | Yugoslavia          | 1988-1993 | 98       | 8     |
| FK Hajduk Kula         | Yugoslavia          | 1993-1995 | 46       | 3     |
| FK Partizan            | Yugoslavia          | 1995-1997 | 66       | 11    |
| Girondins de Burdeos   | Francia             | 1997-2001 | 71       | 3     |
| FK Partizan            | Yugoslavia          | 2001      | 13       | 1     |
| FC Sochaux             | Francia             | 2001-2003 | 57       | 4     |
| SC Bastia              | Francia             | 2003-2004 | 17       | 1     |
| EA Guingamp            | Francia             | 2004      | 17       | 1     |
| FC Istres              | Francia             | 2004-2005 | 31       | 1     |
| FK Partizan            | Serbia y Montenegro | 2005-2006 | 20       | 2     |

- Datos: Q2566377